# Anima Christi
Anima Christi é um hino de oração da Igreja Católica, escrito no início do século XIV, sendo incerta a autoria. A hipótese mais difundida atribui a autoria a Santo Inácio de Loyola (daí o nome Aspirações de Santo Inácio, normalmente dado ao hino), mas a oração já fora enriquecida com indulgências pelo Papa João XXII no segundo quartel do século XIV, cem anos antes do nascimento do santo.
O hinologista inglês James Mearns o encontrou em um manuscrito do Museu Britânico que data de cerca de 1370. Na biblioteca de Avignon está preservado um livro de orações do cardeal Pedro de Luxemburgo (falecido em 1387), que contém a oração praticamente no mesmo forma como a temos hoje. Também foi encontrado inscrito em um dos portões do Real Alcázar de Sevilha, que remonta ao tempo de Pedro, o Cruel (1350-1369).